# Letycja Knollys
Letycja Knollys (znana również jako Lettice Knollys, Laetitia, Letycja Devereux i Letycja Dudley), hrabina Essex i hrabina Leicester (ur. 8 listopada 1543 w Rotherfield Greys, zm. 25 grudnia 1634 w Drayton Bassett) – angielska arystokratka, kuzynka Elżbiety I i matka jej faworyta Roberta Devereux, hrabiego Essex, a także żona byłego kochanka królowej, Roberta Dudleya, hrabiego Leicester.
Jako wnuczka siostry Anny Boleyn od najmłodszych lat była bliską przyjaciółką kuzynki swojej matki, księżniczki Elżbiety, która wprowadziła małą jeszcze Letycję w rytm dworskiego życia. Mając siedemnaście lat Letycja Knollys wyszła za pochodzącego z wzbogaconej na kasacie klasztorów Henryka VIII Waltera Devereux, wicehrabiego Hereford, który w 1572 roku został po śmierci ojca hrabią Essex. W czasie wyprawy męża do Irlandii w 1573 roku prawdopodobnie nawiązała romans z faworytem królowej Elżbiety I Robertem Dudleyem, hrabią Leicester. Na temat tego związku powstało wiele skandalizujących plotek zwłaszcza, że już w sześć lat później Walter Devereux zmarł w Irlandii na dyzenterię. Niecałe dwa lata później Letycja Knollys poślubiła Roberta Dudleya w czasie prywatnej ceremonii. Na wieść o ślubie ukochanego królowa wygnała młodych małżonków z dworu, efektywnie eliminując ich z życia, do którego przywykli. Kiedy Robert – jedyny syn Letycji z tego małżeństwa zmarł w wieku trzech lat, oboje pogrążyli się w żałobie i gdy w kilka lat później zmarł jej mąż, potężny ród Dudleyów wymarł w jego osobie. Związek Letycji Knollys z hrabią Leicester nie był nawet w połowie tak szczęśliwy jak jej małżeństwo z o wiele młodszym baronetem Christopherem Blountem (bratankiem kochanki Henryka VIII Elizabeth Blount), którego poślubiła w 1589 roku, zaledwie kilka miesięcy po śmierci Dudleya. Wciąż tytułowała się hrabiną Leicester.
Letycja dzięki zapisom testamentowym obu mężów była jedną z najbogatszych kobiet Anglii, chociaż jej zięciowie i synowie chcieli odebrać jej odziedziczone po ojcach bogactwo – w latach 1604–1605 z sukcesem udawało jej się odpierać w angielskich i irlandzkich sądach pozwy krewnych oraz nieślubnego syna męża, znanego odkrywcy Roberta Dudleya, który uważał się za jego prawem zalegalizowanego potomka. Letycja Knollys zawsze była blisko swoich krewnych, nawet hrabiego Essex, swojego drugiego syna, po tym jak skazano go za zdradę, i spędzała wraz z nimi większość roku w swoich posiadłościach rozsianych po całym kraju. Do samego końca odznaczała się niezwykłym zdrowiem, zmarła w wieku dziewięćdziesięciu jeden lat w dzień Wigilii roku 1634.

## Życiorys

### Rodzina i pierwsze lata na dworze
Letycja Knollys urodziła się 8 listopada 1543 w Rotherfield Greys jako córka członka parlamentu, królewskiego koniuszego księcia Edwarda Franciszka Knollysa i Katarzyny Carey, córki Marii Boleyn (i najprawdopodobniej Henryka VIII), siostry Anny Boleyn. Katarzyna Carey była kuzynką i bliską przyjaciółką królowej Elżbiety I.
Franciszek Knollys i jego żona byli protestantami i w 1556 roku uciekli wraz z piątką swoich dzieci do Frankfurtu przed polityką prześladowań religijnych za czasów panowania Marii I. Nie wiadomo, czy towarzyszyła im Letycja, ale jako że przez kilka następnych lat była jedną z dam dworu młodej księżniczki Elżbiety można podejrzewać jej obecność w ojczyźnie. W połowie lat czterdziestych XVI wieku zawarła czułą przyjaźń z kuzynką, a kiedy jej rodzice wrócili do Anglii w styczniu 1559 roku, dwa miesiące po wstąpieniu Elżbiety I na tron, Franciszek Knollys został wyniesiony do godności szambelana dworu królewskiego, a Katarzyna Carey została jedną z damą dworu królowej. W tym samym czasie Letycja była członkinią Rady Prywatnej młodej królowej.

### Pierwsze małżeństwo i romans

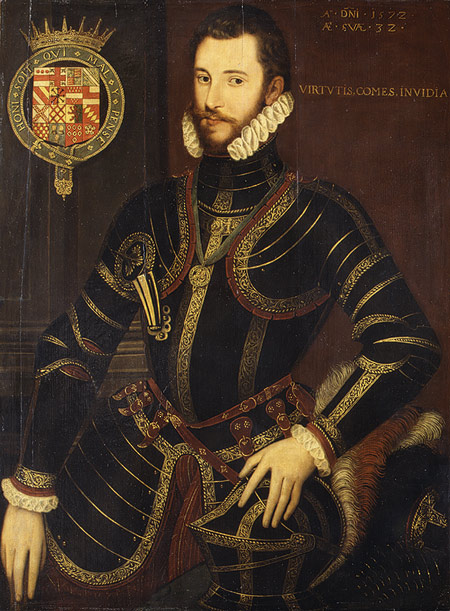
Walter Devereux, hrabia Essex i pierwszy mąż Letycji Knollys.

Pod koniec 1560 roku Letycja Knollys poślubiła Waltera Devereux, wicehrabiego Hereford. Małżonkowie zamieszkali w rodowej siedzibie Devereuxów – zamek Chartley w Staffordshire. Ich pierwsze dzieci, córki Penelopa, przyszła pani Rich i Dorota, przyszła hrabina Northumberland przyszły na świat kolejno w 1563 i 1564. Letycja powróciła na dwór w pod koniec lata 1565 roku, kiedy hiszpański ambasador Diego Guzmán de Silva opisał ją jako „jedną z najlepiej wyglądających pań na dworze” i jej wpływ na królową. Będąca w ciąży i spodziewająca się pierwszego syna Letycja zaczęła flirt z Robertem Dudleyem, hrabią Leicester i faworytem królowej. Elżbieta pierwsza dowiedziała się o związku kuzynki i kochanka, co doprowadzało ją do spazmów złości. Wicehrabina powróciła do rodowej siedziby gdzie w listopadzie 1565 roku urodziła Roberta Devereux, przyszłego drugiego hrabiego Essex. Dwaj następni synowie urodzili się w następnych latach: Walter przyszedł na świat w 1569, a Francis w rok później.
Walter Devereux został mianowany przez królową hrabią Essex w 1572 roku. Rok później z sukcesem zaproponował królowej zasiedlenie Irlandii i jeszcze jesienią 1573 roku dotarł do Ulsteru i nie pojawił się w Anglii przez dwa następne lata. Właśnie w tym czasie Letycja związała się z hrabią Leicester – Dudley kupił dom w pobliżu zamku Chartley i często był zapraszany doń przez Letycję jak i gościł ją w należącym do niego zamku Kenilworth. Była tam obecna w lipcu 1575 roku, kiedy Dudley zabawiał królową w czasie wspaniałego dziewiętnastodniowego festiwalu uczt, turniejów i balów. Wkrótce też rozbawione towarzystwo przeniosło się do zamku Chartley, gdzie zostało gościnnie przyjęte przez hrabinę Essex.
Kiedy Walter Devereux wrócił do kraju w grudniu 1575, hiszpański szpieg w Londynie Antonio de Guaras opisywał nieprzyjemne plotki zniesławiające Letycję i Roberta, oraz tajemnicę poliszynela jaką stał się ich związek w samym Londynie.
Plotki stały się pożywką dla katolickich przeciwników hrabiego Leicester, których satyryczne pamflety ośmieszały zarówno jego jak i Letycję. Twierdzono, że hrabina Essex urodziła nieślubną córkę, której ojcem był Dudley i którą zabiła, by ukryć całą sprawę przed mężem. Nie ma żadnych dowodów na rzeczywiste istnienie nieślubnego dziecka obojga, ani tym bardziej na to, by zostało przez nich zabite.
Hrabia Essex powrócił do Irlandii w lipcu 1576. W Dublinie zmarł na dyzenterię 22 sierpnia w czasie epidemii, która objęła całą wyspę, wzywając w swoich ostatnich słowach „ukochaną kobietę” swojego życia. Plotki o otruciu hrabiego zleconym przez Leicestera doprowadziły do wszczęcia oficjalnego śledztwa, które ostatecznie udowodniło, że hrabia zmarł w sposób jak najbardziej naturalny. Ciało Essexa wyruszyło w podróż do ojczyzny, gdzie zostało pochowane przez zapłakaną wdowę.
Według ostatniej woli hrabiego jego ziemie i bogactwo stało się własnością Letycji, która wraz z dziećmi zamieszkała w zamku swojego ojca w Rotherfield Greys. Przez jakiś czas zajmowała się wykształceniem swoich dzieci i odrzucała wszystkich pretendentów do swojej ręki. Po siedmiu miesiącach hrabina oświadczyła, że „szanuje swoje dzieci o wiele bardziej niż siebie” i przekazała synowi tytuł hrabiego Essex.

### Drugie małżeństwo i wygnanie ze dworu

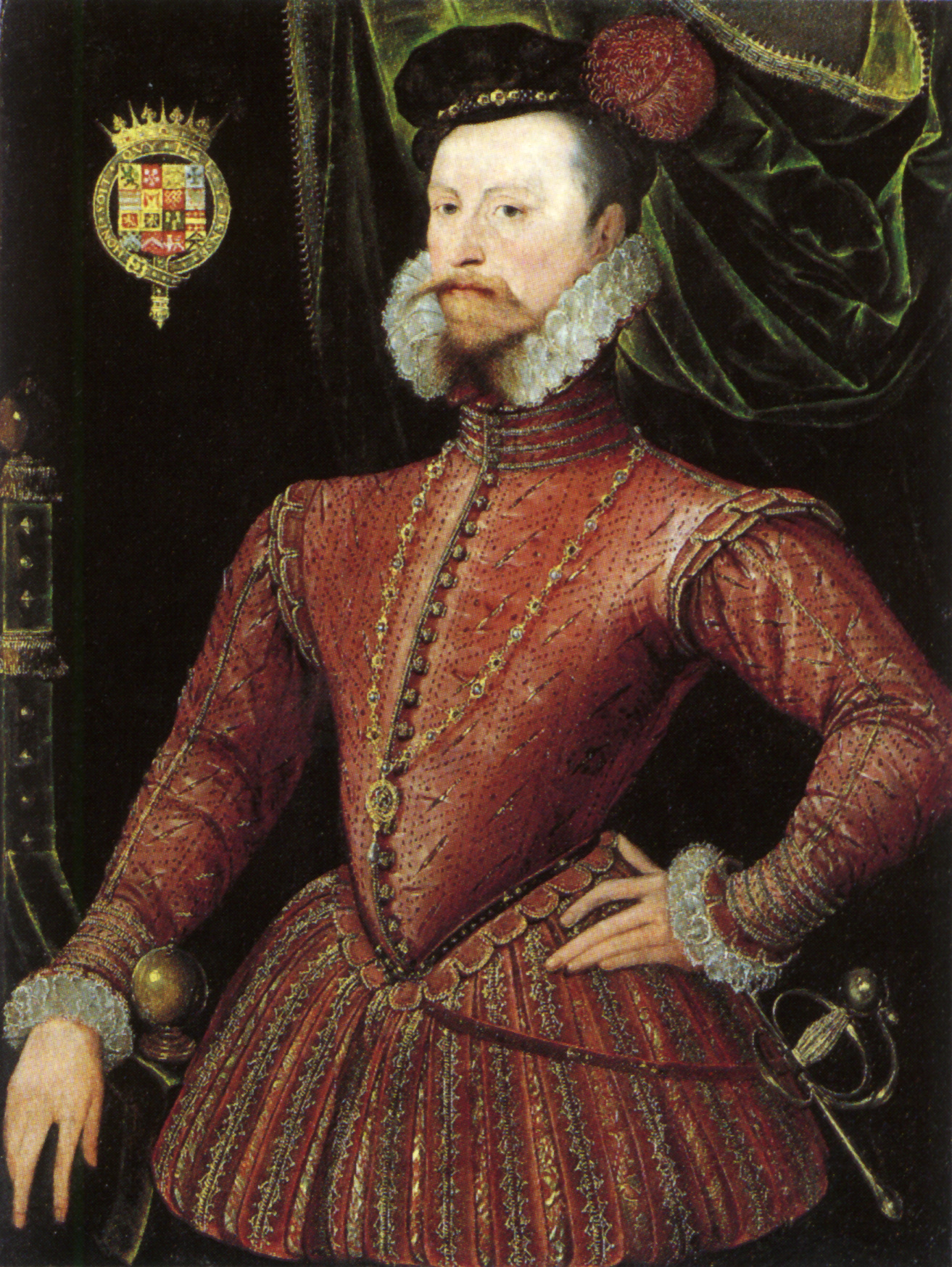
Robert Dudley, hrabia Leicester i drugi mąż Letycji Knollys

Letycja Knollys poślubiła Roberta Dudley, hrabiego Leicester 21 września 1578 roku około godziny siódmej rano. Tylko siedem osób było obecnych na tej uroczystości, w tym ojciec i brat Letycji Francis i Ryszard Knollysowie, brat Roberta Ambrose Dudley, hrabia Warwick, a także dwaj jego przyjaciele Henryk Herbert, hrabia Pembroke i Roger North, baron North. Ślubu udzielił kapelan Humphrey Tyndall, który później zdementował plotki o zaawansowanej ciąży Letycji. Małżeństwo to było planowane przynajmniej od roku i miało być zakończeniem niemal dwuletniej żałoby wdowy.
Sam Leicester był wdowcem od 1560 roku i od tamtej pory żywił szczerą nadzieję na małżeństwo z Elżbietą I – dlatego też obawiając się reakcji królowej nalegał na utrzymanie ślubu w sekrecie. W rzeczywistości wieść o tym związku szybko stała się tajemnicą poliszynela, tak że francuski ambasador Michel de Castelnau pisał o tym do swojego władcy w dwa miesiące po fakcie. Kiedy w następnym roku wieść o tym dotarła do królowej, ta wygnała Letycję dożywotnio z dworu, najprawdopodobniej nigdy jej tego nie wybaczyła, ani nawet nie przyjęła do wiadomości faktu zawarcia przez jej kuzynkę i kochanka związku małżeńskiego.

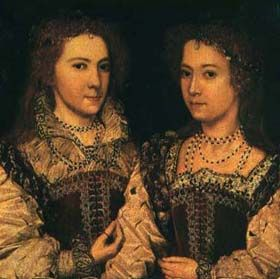
Dorota i Penelopa Devereux, córki Letycji Knollys

Letycja przez następnych kilka lat kazała się tytułować hrabiną Essex. Żyła w ciszy i spokoju, często przyjmując u siebie krewnych i powinowatych. W czerwcu 1581 zaszła w ciążę i przeprowadziła się do miejskiej rezydencji hrabiego Leicestera w Londynie. Zaawansowana ciąża została opisana we wrześniu 1582 roku przez francuskiego ambasadora, nie znamy też dokładnej daty rozwiązania. W następnym roku Letycja została stałą rezydentką Leicester House i Elżbieta I po raz kolejny wpadła w wściekłość na hrabiego obwiniając go za to małżeństwo. Kilka tygodni później Michel de Castelnau goszczący w rezydencji Leicesterów miał napisać ”... hrabia zaprosił mnie i zjadłem kolację z nimi jego żoną, która ma wielki wpływ na niego i na królową”.
Robert Dudley był w dobrych stosunkach z rodem Knollysów od połowy lat pięćdziesiątych szesnastego wieku – kilku z braci Letycji było sojusznikami hrabiego, a od czasu małżeństwa zaczął się spotykać z resztą jej rodzeństwa. Wiadomo, że był dobrym i hojnym ojczymem czworga dzieci Letycji. Codzienne życie Dudleyów jest częściowo opisane przez zapiski samego hrabiego, który opłacał służbę i wydatki wykluczonej z życia społecznego Letycji.
Syn Letycji, trzyletni baron Denbigh, zmarł nieoczekiwanie 19 lipca 1584 w Wanstead. Jego śmierć pogrzebała dynastyczne plany rodu Dudleyów, sam hrabia na kilka miesięcy porzucił swoje dworskie obowiązki „dla pocieszenia naszej żałobnej małżonki po utracie mojego syna, którego miłościwy Bóg nam odebrał”. Podziękował też Williamowi Cecilowi, lordowi Burghley za nie zakończone niepowodzeniem próby przekonania królowej o „pozwolenie naszej drogiej żonie na dołączeniu do dworu. Na Boga, panie Burghley, myślę, że tylko to jej może pomóc”.
Gdy w 1585 hrabia Leicester wyruszył wraz z ekspedycją do zbuntowanych Zjednoczonych Prowincji przeciwko Hiszpanii, narażając się na gniew Elżbiety I przyjął tytuł gubernatora-generała i sprowadził żonę do Niderlandów, królowa oniemiała. Wysłała doń list za pośrednictwem swojego dyplomaty William Davisona, w którym poprosiła Dudleya o możliwie szybkie wyjaśnienie swojego postępowania i powrót do kraju. Letycja napisała list do kuzynki, prosząc o wybaczenie za zawarcie bez jej zgody małżeństwa i przepraszając za wszystkie krzywdy jakie nieświadomie jej wyrządziła, poprosiła również o wyrozumiałość dla jej męża, który zdobył dla Korony wiele zamorskich posiadłości.
Hrabia powrócił do kraju w grudniu 1586 roku, ale już w następnym roku musiał powrócić do Niderlandów na życzenie królowej, co pogrążyło w smutku jego żonę. Na kilka dni przed podróżą Dudley zapadł na tajemniczą chorobę (najprawdopodobniej była to malaria) i zmarł w tydzień później – 4 września 1588 w Cornbury Park mając przy swoim boku Letycję i jej dzieci. Jego ciało zostało pochowane w Warwick w listopadzie 1588 roku w obecności wdowy i całej rodziny.

### Blount i Essex

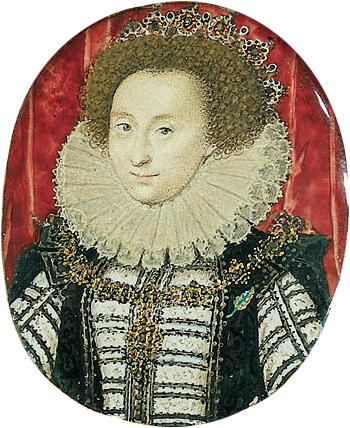
Letycja Knollys (ok. 1595)

Letycja Knollys była nadzwyczaj bogatą wdową – ostatnia wola hrabiego Leicestera czyniła ją wykonawczynią i główną dziedziczką testamentu męża, który wyznaczył jej roczną rentę w wysokości 6000 £ (co w przeliczeniu na dzisiejszą walutę daje około 21000 funtów) z należącej do niego ziemi. Testament czynił z Letycji właścicielkę kilku tytułów szlacheckich, ogromnych połaci ziemi w Anglii i Irlandii, a także w terytoriach podbitych przez Roberta. Poza tym młoda wdowa musiała spłacić długi męża w wysokości 8000 £ (czyli niezwrócone przez królową koszty drugiej wyprawy do Irlandii).
W kwietniu 1589 roku hrabina poślubiła dwanaście lat od niej młodszego katolickiego baroneta Christophera Blounta, który do tej pory był koniuszym hrabiego Leicestera i zaufanym przyjacielem obojga. Związek ten był wielkim zaskoczeniem dla hrabiego Essex, syna z pierwszego małżeństwa Letycji, który nazwał trzecie małżeństwo swej matki „nieszczęsnym wyborem”. Do swojej śmierci Letycja tytułowała się hrabiną Leicester – co tłumaczyła żalem po śmierci swojego męża. Podobnie jak to było w przypadku jej drugiego małżeństw, związek z Blountem okazał się niezwykle szczęśliwym stadłem, chociaż przez cały czas jego trwania po królestwie krążyły plotki według których tak rychły zgon hrabiego Leicester był wynikiem romansu jego żony i koniuszego.
W 1593 Letycja sprzedała swój londyński pałac, Leicester House swojemu synowi, który nazwał go Essex House. Przeprowadziła się do Drayton Bassett w Staffordshire, gdzie spędziła ostatnie lata swojego życia. Mimo że wciąż nie miała prawa wstępu na dwór, to często pojawiała się w Londynie, co doprowadzało do ataków furii Elżbietę. W grudniu 1597 usłyszała od swoich przyjaciół, że „Jej Wysokość jest bardzo dobrze przygotowana do pogodzenia się z kuzynką”. Obie kobiety spotkały się w marcu 1598 roku w Essex House, gdzie Letycja padła kuzynce do stóp i ucałowały się wzajemnie, co jednak niczego w ich stosunkach nie zmieniło.
Drugi syn Letycji, Walter Devereux zmarł w 1591 we Francji podczas pełnienia służby wojskowej i zrozpaczona Letycja postanowiła wszelkimi sposobami zatrzymać przy sobie swojego drugiego syna, hrabiego Essex. Kiedy był za granicą wyczekiwała z utęsknieniem jego listów i kiedy nie nadchodziły, zamykała się w sobie i popadała w depresję. Po tym jak powrócił z Irlandii bez rozkazu królowej został aresztowany i uwięziony w 1599; jego matka wyruszyła do Londynu by błagać królową o oszczędzenie syna. Próbowała przesłać Elżbiecie I prezent jako zadośćuczynienie za nietakt popełniony przez hrabiego Essex, ale ta odmówiła. Starania Letycji tylko pogorszyły sytuację jej syna.
Młody i przystojny hrabia Essex został oskarżony o próbę obalenia królowej, skazany i ścięty w lutym 1601 roku gdy jego matka wciąż przebywała w Drayton Basset. W liście napisanym do jednego z kuzynów stwierdziła „Tamtego dnia straciłam nie tylko syna, lecz również najlepszego przyjaciela”. Jej trzeci mąż, sir Christopher Blount został ścięty 18 marca 1601 roku w niecałe trzy tygodnie po egzekucji hrabiego Essex, którego był przyjacielem i bliskim zwolennikiem przez wiele lat.

### Spory o majątek i śmierć

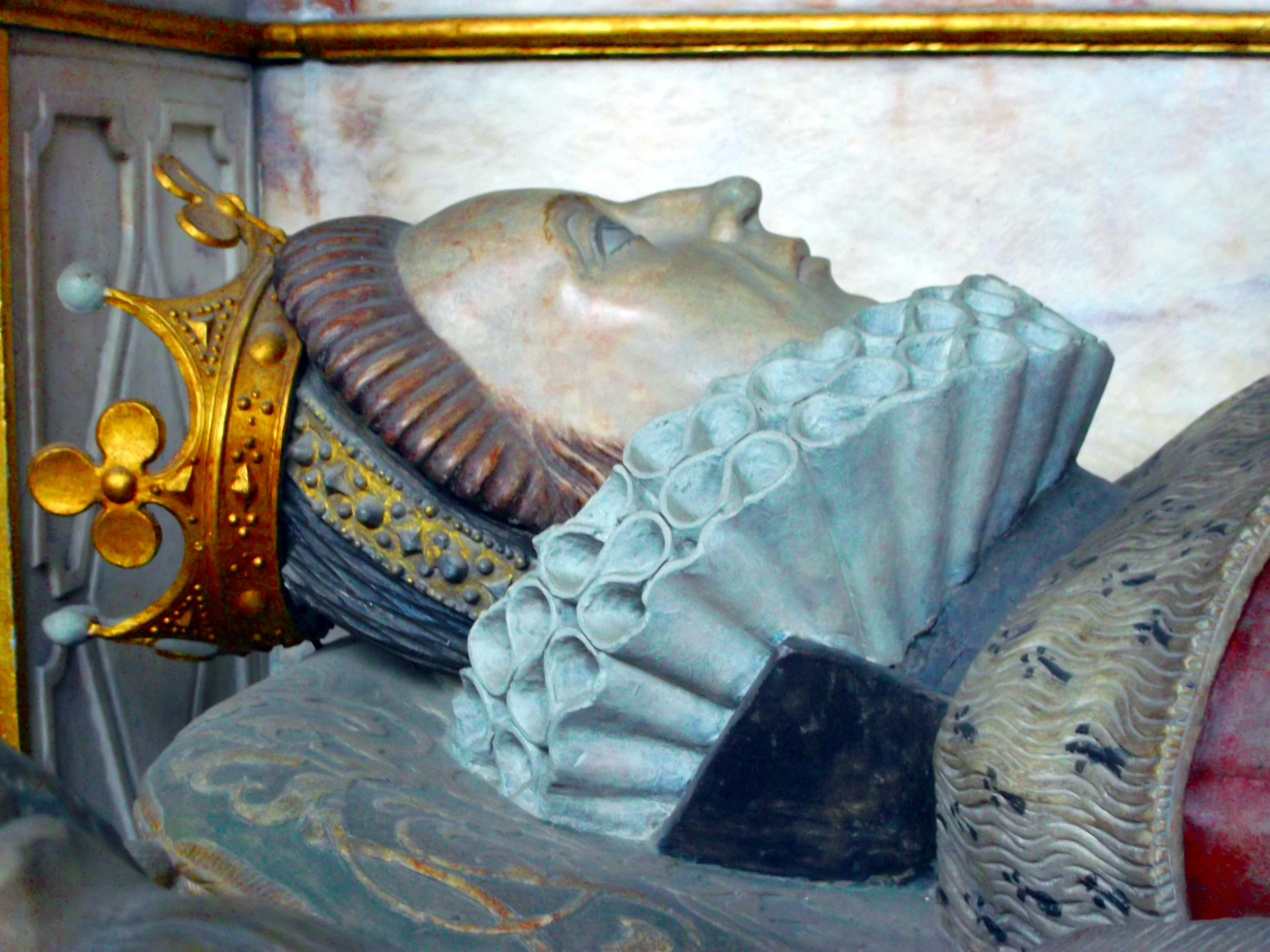
Posąg grobowy Letycji Knollys

Egzekucje hrabiego Essex i baroneta Blount dały początek prawnym zagadnieniom dotyczącym praw hrabiny Leicester do odziedziczonych przez nią ziem, klejnotów i tytułów. Śmierć królowej Elżbiety I w 1603 roku była wielkim szczęściem dla Letycji, która powróciła na dwór za panowania jej następcy Jakuba I, który przywrócił również odebrany przez Elżbietę tytuł hrabiego Essex, jego ziemię i dochody wynoszące niemal 4000 £ rocznie.
Mimo tych sukcesów dla Letycji rozpoczął się ciąg batalii sądowych – najpierw nieślubny syn jej drugiego męża, Robert Dudley, pozwał macochę po śmierci swojego wuja, Ambrose Dudleya, hrabiego Warwick o schedę po ojcu i wuju. Na jakiś czas przed śmiercią Robert Dudley poczynił prawne kroki nadając swojemu bękartowi prawo do hrabstw Warwick i Leicester. Jeśli te żądania zostałby by uznane przez Jakuba I, wdowia oprawa Letycji i jej roczne dochody uległyby znacznemu zmniejszeniu. W konsekwencji około roku 1604 pozwała Dudleya przed Izbą Gwiaździstą, angielskim sądem rozstrzygającym w sprawach dziedzicznych uprawnień i stanów posiadania arystokracji. Została poparta przez Roberta Sidneya, hrabiego Leicester, który zdecydowanie stwierdził, że jest jedynym prawnym dziedzicem (poza Letycją) swoich wujów Roberta i Ambrosego Dudleyów. W przesłuchaniu, które odbyło się w sali głównej Izby Gwiaździstej stawiło się 56 sług i przyjaciół Roberta Dudleya, hrabiego Leicester, którzy zeznali iż hrabia nigdy nie uznał swojego nieślubnego syna i to jego testament ostatecznie rozstrzygnął sprawę dziedziczenia na korzyść Letycji i obecnego hrabiego Leicester. Wyrok ten zatwierdził główny minister królewski, Robert Cecil, hrabia Salisbury.
Przez całe swoje życie Letycja Knollys dbała o swoje rodzeństwo, dzieci i wnuki. Dopiero gdy kolejno w 1607 i 1619 roku zmarły jej córki Penelopa i Dorota, z którymi żyła bardzo blisko, Letycja poczuła się osamotniona. Jej wnuk Robert Dudley, hrabia Essex przez większość swojego życia mieszkał razem z babką w zamku Chartley i Drayton Bassett. Mająca ponad dziewięćdziesiąt lat Letycja spacerowała ponad dwa kilometry codziennie. Zmarła rankiem 25 grudnia 1634 roku w wieku dziewięćdziesięciu jeden lat jako ostatnia kobieta pamiętająca jeszcze blask dworu Tudorów. Była opłakiwana przez cały kraj jako symbol minionej ery świetności, życzyła sobie by pochowano ją w Warwick obok jej drugiego męża, hrabiego Leicester i wcześnie zmarłego barona Denbigh.

## Potomstwo
Dzieci Letycji Knollys z pierwszego małżeństwa z Walterem Devereux, hrabią Essex:
- Penelopa Devereux (1563–1607), żona i Roberta Richa, hrabiego Warwick i Charlesa Blounta, hrabiego Devonshire;
- Dorota Devereux (1564–1619), żona Thomasa Perrota i Henry’ego Percy, hrabiego Northumberland;
- Robert Devereux (1565–1601), hrabia Essex i faworyt królowej Elżbiety I;
- Walter Devereux (1569–1591);
- Francis Devereux (ur. i zm. 1572);

Dzieci Letycji Knollys z drugiego małżeństwa z Robertem Dudleyem, hrabią Leicester:
- Robert Dudley (1581–1584), baron Denbigh

Trzecie małżeństwo Letycji Knollys z Christopherem Blountem, baronetem Blount było bezdzietne.
Poprzez swoje potomstwo Letycja Knollys jest przodkinią między innymi Karola Darwina, Winstona Churchilla, Elżbiety II i Diany Spencer.